# Christoff Debusschere
Pour les articles homonymes, voir Debusschere.
Christoff Debusschère est un peintre français, né le 23 janvier 1962 à Paris. Il vit et travaille en Essonne.
Fils de Nicole Lacombe avec qui il peint dès son plus jeune âge, il se forme dès 1978 auprès de Philippe Lejeune, qui lui apprend à canaliser son talent. Les sujets favoris de Christoff Debusschère sont les atmosphères de lieux insolites comme les ports, les vieux hangars, les théâtres ou encore les intérieurs. Pour la lumière qui les révèle, il affectionne également les vieux avions, les carcasses de toutes sortes et les pièces mécaniques. Il a reçu la médaille d'argent puis la médaille d'or au Salon des artistes français, le prix Taylor décerné par le Salon d'automne, le prix du Salon du Bourget, le prix du Ministre de la Défense et le prix Grace de Monaco.
Christoff Debusschere est nommé peintre officiel de l'Air en 1992, peintre officiel de la Marine et peintre officiel de l'Armée de terre en 1997.
Il enseigne en Essonne et Seine et Marne et ponctuellement en province.

## Biographie
Christoff Debusschere nait le 23 janvier 1962 à Paris. Il est le deuxième enfant de Georg Debusschère et Nicole Lacombe, dans une famille qui compte six enfants. Il devient élève de Philippe Lejeune à l'atelier de la Vigne en 1978. Trois ans plus tard, il obtient la médaille d'argent aux Arts en Europe à Bruxelles ainsi que le prix du portrait au Salon de Cannes. Il est sélectionné au prix du portrait Paul-Louis Weiller à l'Institut de France en 1983. Sur les cinq années suivantes, il obtient le prix Taylor au Salon des artistes français (1985 et 1987), le prix de le Jeune peinture au Salon d'automne (1987) ainsi que le prix de la Fondation princesse Grace de Monaco au 22e grand prix d'art contemporain de Monaco pour son huile sur toile intitulée Icare. Il obtient le 3e prix du Reader's Digest Lila Acheson Wallace en 1989.
En 1982, il peint le tableau illustrant Thérèse avec un porc pour le film Le père Noël est une ordure et en 1990, il décore la pièce Trois partout avec Michel Leeb. Il obtient la médaille d'argent au Salon des artistes français en 1991, puis la médaille d'or l'année suivante. Il est récompensé des prix André et Berthe Noufflard de la Fondation de France en 1991, du prix Fould Stirbey de l'Institut de France en 1992 et des prix Barbizon de l'académie Jacques Boititat et prix du Salon de Mantes-la-Jolie en 1994. Il obtient le prix Madeleine Couderc de la Fondation Taylor en 1995 ainsi qu'une mention au prix du portrait Paul-Louis Weiller à l'Institut de France et le prix du conseil général au Salon de Nemours. Il obtient aussi le grand prix du Salon des Invalides à Paris en 1997 et le prix J.M. Dupuy au Salon des artistes français en 1999. Il réalise les décors du Tartuffe mis en scène par Jean-Claude Brialy au festival d'Anjou en 2001.
Il est nommé peintre officiel de l'air et de l'espace en 1992. Lors de son premier envoi à un Salon de la Marine, Christoff Debusschere obtient la médaille de bronze (35e. En 1997, il est nommé peintre officiel de la Marine; Christoff Debusschère devient à 35 ans le plus jeune peintre à intégrer le corps des peintres officiels de la Marine. Il est aussi nommé peintre de l'Armée de terre la même année. En 2003, il reçoit le grand prix du Salon du Bourget ainsi que le prix du ministre de la Défense nationale. En 2008, il devient titulaire du corps des peintres officiels de la Marine. Il participe au Salon d'automne à Paris, présenté par la galerie en Ré.

## Style
L'artiste peintre Christoff Debusschere privilégie dans ses tableaux plusieurs sujets : les personnes, les ateliers d'artistes, les sujets techniques et, en particulier, ceux ayant trait à la marine ou à l'aviation. L'homme a un goût prononcé pour les rebuts de la technologie moderne, qu'il exprime dans la représentation d'épaves d'automobiles ou d'autres objets, ou dans la peinture de hangars désaffectés. On ne voit généralement personne dans ses paysages, qui revêtent ainsi un silence un rien nostalgique. Sobres, rapides, refusant le détail, ses créations vont à l'essentiel et obéissent à une seule volonté : émouvoir.

## Décoration
- Chevalier de l'ordre du Mérite maritime (2025)[2].

## Quelques œuvres
- Icare (1987), huile-sur-toile (130 × 195 cm) [3]
- Portrait de Nathalie Gobin (1991), huile-sur-toile (195 × 97 cm)[4]
- Le Morane bleu (1997), huile-sur-toile (120 × 120 cm)[5]
- Les deux sous-marins à Brest (2002), huile-sur-toile (146 × 114 cm)[6]
- Le Chesterfield à Saint-Hilaire (2009), huile-sur-toile (130 × 97 cm)[7]
- Hommage à Manet (2014), huile-sur-toile (100 x 100 cm) collection particulière [8]
- Salle à manger de l'Hôtel de la Marine (2014), huile-sur-toile (150 x 50 cm) collection particulière[9]

## Principales expositions
Source : Christoff Debuschere, vingt ans de peinture, GD Éditions, 2008.
- 1983 :
  - Damme (Belgique)
- 1984 :
  - Centre culturel de Courtrai (Belgique)
- 1985 :
  - Galerie de la Fondation Taylor, Paris
- 1988 :
  - Musée d'Étampes
  - Galerie Philippe Frégnac, Paris
- 1989 :
  - Galerie Inès Beaulieu, Étampes
- 1990 :
  - Galerie Frégnac, Paris
  - Galerie Artplaza, Deauville
  - Galerie de l'Espace Pierre Cardin, Paris
  - Centre Arturo Lopez, Neuilly-sur-Seine
  - Galerie de l'Espace François André, La Baule
- 1991 :
  - Du camembert à l'art contemporain - Arman, César, Élisabeth Chabin, Christoff Debusschere, Jean-Michel Folon, Charles Matton, Louis Pons, Wilhelm Schlote (de), Roland Topor..., galerie AT, Paris (prolongation itinérante aux États-Unis)[10]
- 1993 :
  - Galerie Guigné, Paris
- 1994 :
  - Espace Declic, Étampes
- 1995 :
  - Galerie Frégnac, Paris
  - Galerie Couleur et Forme, Angers
- 1996 :
  - Galerie Couleur et Forme, Angers
  - Courtrai (Belgique)
- 1997 :
  - Galerie Couleur et Forme, Nantes et Angers
  - Galerie O.F., Paris
  - Hôtel Anne de Pisseleu, Étampes
- 1998 :
  - Galerie 23, Barbizon
  - Galerie Frégnac, Paris
  - Galerie Astarté, Paris
- 1999 :
  - Galerie Axelle Fine Arts, New York (USA)
  - Galerie Alice Mogabgab, Beyrouth (Liban)
- 2002 :
  - Rétrospective, Centre d'art et de culture, Meudon
- 2003 :
  - Château d'Arnouville
- 2004 :
  - Galerie en Ré, Bois-Colombes
  - Galerie Pascal Frémont, Le Havre
  - Palais Bénédictine (avec les peintres officiels de la Marine), Fécamp
- 2005 :
  - Galerie en Ré, Bois-Colombes
  - Galerie du Château, Auray
  - Galerie 23, Billiers
- 2006 :
  - Galerie de l'Estuaire, Le Havre
  - La Pêche en Bretagne (avec les peintres officiels de la Marine), Guilvinec
- 2007 :
  - Galerie du Château, Auray
  - Galerie en Ré, Bois-Colombes
- 2008 :
  - Paris - New York - Venise : Christoff Debusschere, Bernard-Marie Kowalczuk, Michel Jouenne, galerie du Château, Auray
  - Salon d'automne, galerie en Ré, Paris
  - Christoff Debusschere : vingt ans de peinture, galerie des Sablons, Saint-Malo
  - Salon Les Artistes d'Ile-de-France, Carré à la Farine, Versailles[11]
- 2009 :
  - Christoff Debusschere, Marcel Soyez, Valérie Bourimoff, galerie d'Art Cyrille Le Goff, Étampes
  - Galerie Zonzon, Brest
  - La baie de Concarneau (avec les peintres officiels de la Marine), Centre des arts, hôtel de ville et chapelle de la Trinité, Concarneau
  - Françoise Naudet et ses amis artistes, galerie du Château, Auray
  - Exposition collective : Hilary Dymond, Christoff Debusschere, galerie des Sablons, Saint-Malo
  - Christoff Debusschere : 101 œuvres récentes, Espace Jourdain, Paris
  - Christoff Debusschere : le peintre de la vie silencieuse, galerie en Ré, Bois-Colombes
- 2010 :
  - Christoff Debusschere : paysages intérieurs, galerie Alice Mogabgab, Beyrouth (Liban)[12],[13]
  - 24e Salon des arts, Margency (invité d'honneur)[14]
  - Les peintres officiels de la marine, Espace Galerie du Sel, Sèvres
  - Galerie Vue sur mer, Dinard
  - Galerie Crid´art, Metz
- 2011 :
  - Galerie 26, place des Vosges, Paris
  - Escale à Villefranche-sur-Mer (avec les peintres officiels de la Marine), chapelle Saint-Elme, Citadelle, Villefranche-sur-Mer
  - 150e Fête des Marins : des marins d’un genre singulier (avec les peintres officiels de la Marine), Greniers à Sel, Honfleur
- 2012 :
  - Galerie en Ré, Bois-Colombes, La trame du Temps
  - Salon du Pont Alexandre III, galerie Bayart, Paris
- 2013 :
  - Galerie Bayart, no 17 rue des Beaux-Arts, Paris
- 2018 :
  - Sept peintres officiels de la Marine en escale à Sète : Michèle Battut, Michel Bez, Christoff Debusschere, Marie Détrée, Jean Lemonnier, Jacques Rohaut, Anne Smith, Dock Sud, Sète

## Publications
Publications personnelles
- Souillac. Porte du midi, Éditions des Riaux, 2006.
- Christoff Debuschere, vingt ans de peinture, avec Emmanuelle Tenailleau, GD Éditions, 2008[15].

Publications collectives avec les peintres officiels de la Marine
- En escale en Pays Bigouden, Éditions Le Télégramme, 2004.
- En escale à Saint-Tropez, Éditions Le Télégramme, 2004.
- Les peintres officiels de la Marine Palais Bénédictine (catalogue d'exposition), Éditions Snag, 2004.
- Les peintres de la Marine, Éditions des Riaux, 2005.
- Dieppe et sa région vues par les peintres officiels de la Marine, Éditions des Équateurs, 2005.
- Peindre les marines, Françoise Coffrant, Éditions Fleurus, 2006.
- La pêche en Bretagne, Éditions Le Télégramme, 2006.
- Les Peintres Officiels de la Marine en escale à Nice (catalogue d'exposition), presses Espace Graphic, 2007.
- La Baie de Concarneau sous le pinceau des Peintres officiels de la Marine (textes de François Bellec), Éditions Chasse-Marée - Glénat, 2009.
- Les Peintres de la Marine au Musée de la Mer de Paimpol (livret d'exposition), 2012.